# Piła (Jędrzejów)
Pour les articles homonymes, voir Piła (homonymie).
Piła est une localité polonaise de la gmina de Sędziszów, située dans le powiat de Jędrzejów en voïvodie de Sainte-Croix.